# Memphis verticordia
Espèce
Memphis verticordia est une espèce d'insectes lépidoptères (papillons) de la famille des Nymphalidae, de la sous-famille des Charaxinae et du genre Memphis.

## Dénomination
Memphis verticordia a été décrit par Jakob Hübner en 1824 sous le nom initial d' Anaea verticordia.

### Sous-espèces
- Memphis verticordia verticordia ; présent à Haïti.
- Memphis verticordia bahamae (Witt, 1972) ; présent aux Bahamas.
- Memphis verticordia danieliana (Witt, 1972) ; présent aux Îles Caïmans.
- Memphis verticordia dominicana (Godman & Salvin, 1884) ; présent en République dominicaine
- Memphis verticordia echemus (Doubleday, [1849]) ; présent à Cuba.
- Memphis verticordia intermedia (Witt, 1972) ; présent aux Bahamas.
- Memphis verticordia luciana (Hall, 1929) ; présent à l'ile Sainte-Lucie et à la Martinique
- Memphis verticordia mayaguanae Miller, Simon & Harvey, 1992 ; présent aux Bahamas.
- Memphis verticordia venus Miller, Simon & Harvey, 1992 ; présent aux Bahamas[1].

### Nom vernaculaire
Memphis verticordia se nomme Hispaniolan Leafwing en anglais. Memphis verticordia danieliana se nomme Cayman Brown Leaf Butterfly.

## Description
Memphis verticordia est un papillon  aux ailes antérieures à bord costal bossu et aux ailes postérieures munies d'une queue pointue. Les bords externes des ailes antérieures et postérieures sont discrètement festonnés.
Le dessus est orange à marron suivant les sous-espèces, avec aux ailes antérieures l'apex et l'aire submarginale marron ornée de grosses taches jaune.
Le revers est marbré de marron et de blanc nacré et simule une feuille morte.

## Écologie et distribution
Memphis verticordia est présent à Cuba, à Haïti, en République dominicaine, aux Îles Caïmans, à Sainte-Lucie, à la Martinique et aux Bahamas,.

### Biotope
Il est présent à la Martinique en zone humide (Mare du Morne Champagne).

### Protection
Pas de statut de protection particulier.